# Anarmodia inscriptalis
Anarmodia inscriptalis is een vlinder uit de familie van de grasmotten (Crambidae), uit de onderfamilie van de Spilomelinae. De wetenschappelijke naam van deze soort is voor het eerst voorgesteld als Megaphysa inscriptalis door Achille Guenée in een publicatie uit 1854.